# Vilamur de Tarn
Vilamur de Tarn (francès Villemur-sur-Tarn) és un municipi del departament francès de l'Alta Garona, a la regió d'Occitània.

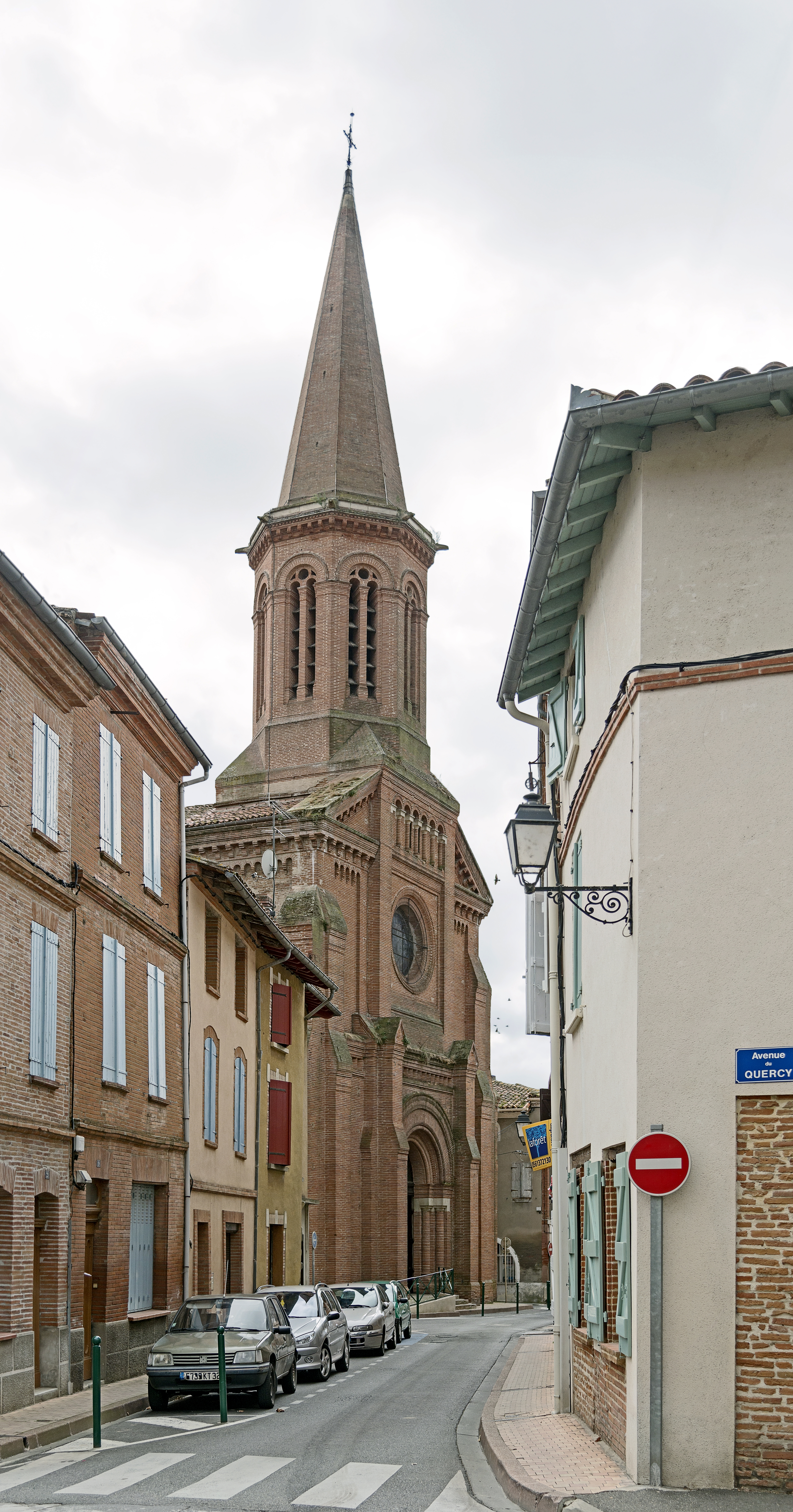
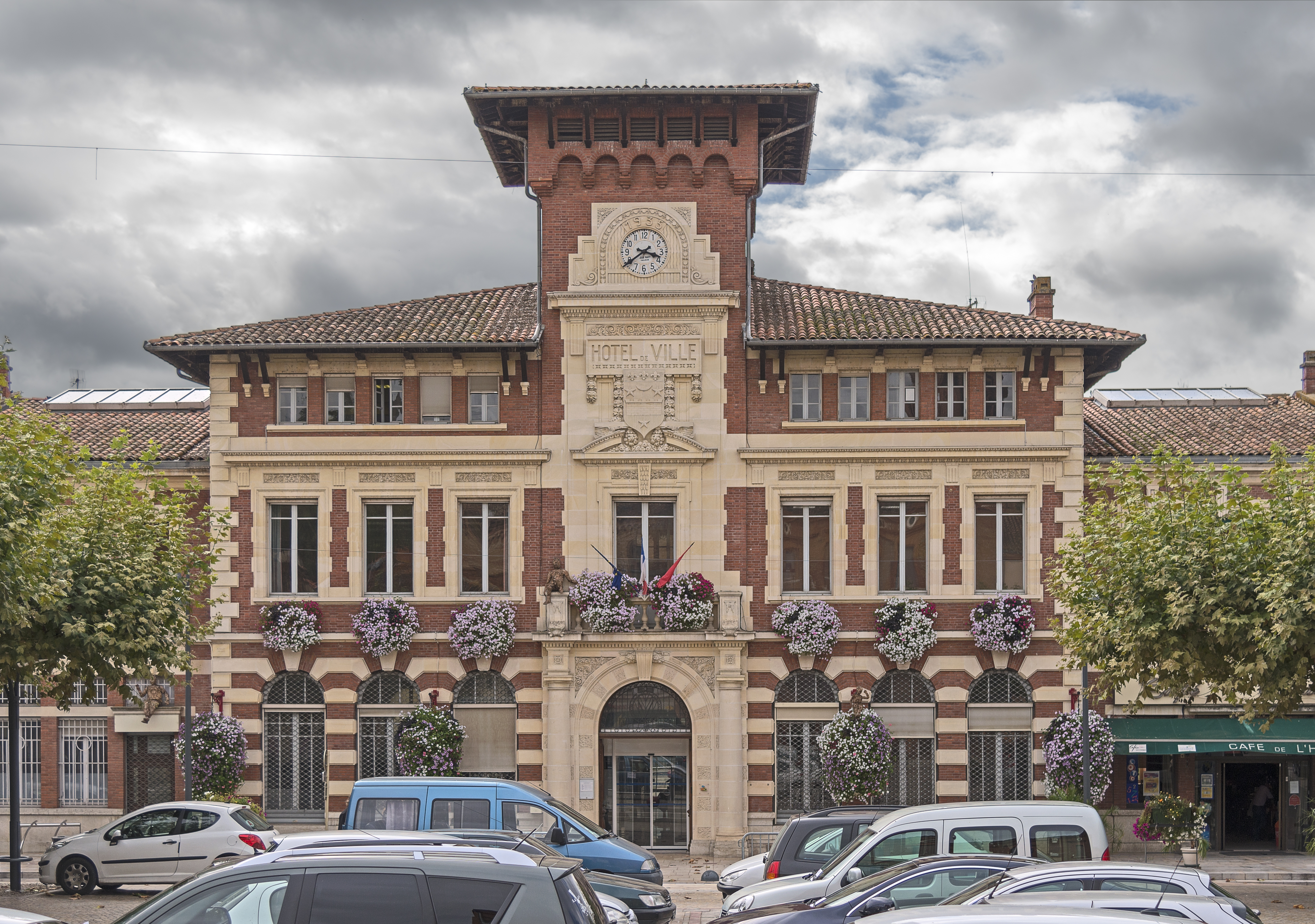
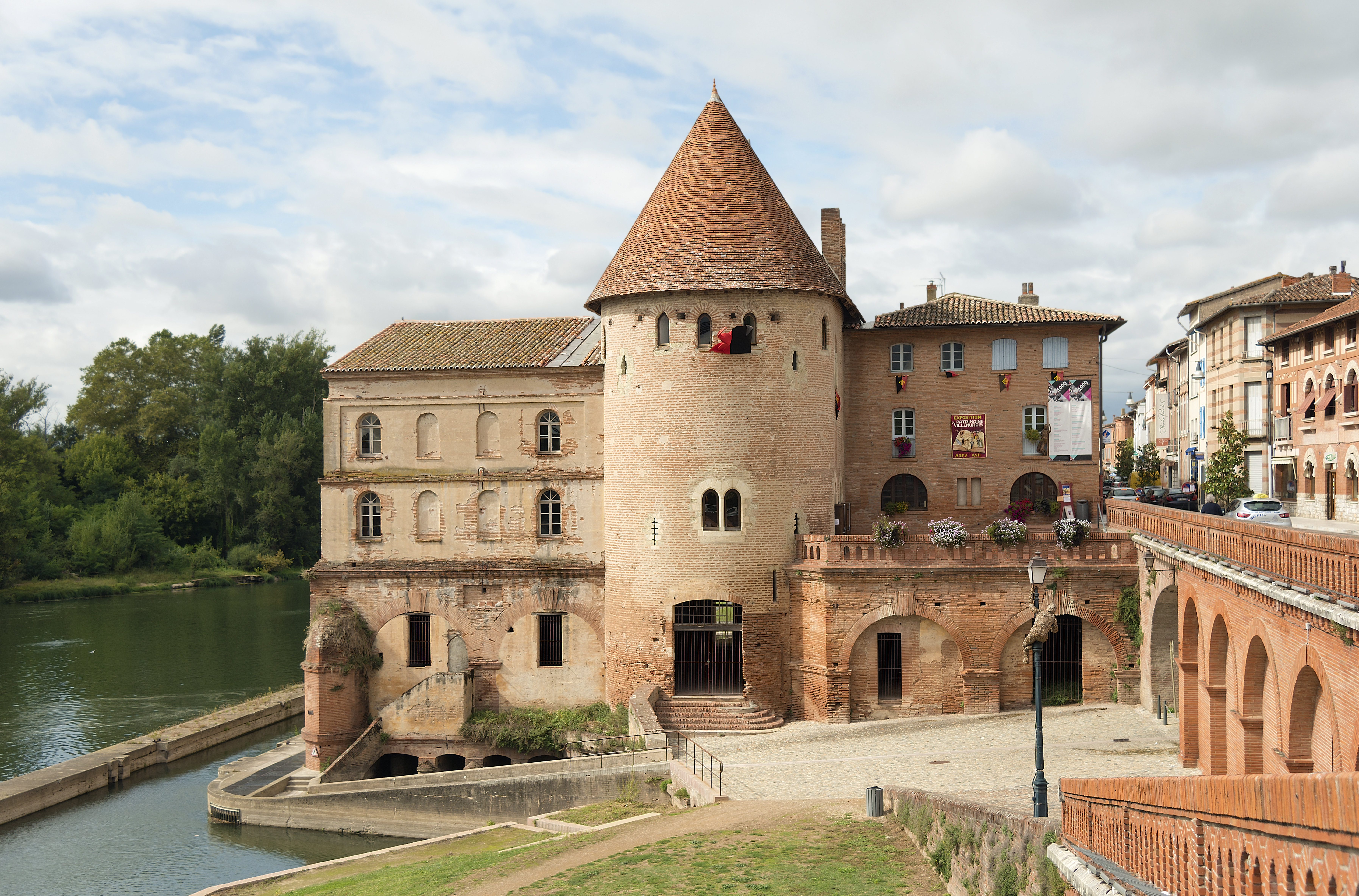